# Rafael Emilio Silveira
Rafael Emilio Silveira Morales (Guárico, Venezuela, 24 de octubre de 1952) es un político y médico venezolano. Fue Gobernador del Estado Guárico entre 1995 y 1998. Diputado al Congreso de la República de Venezuela y Consejo Legislativo del Estado Guárico, Presidente de la Federación de Centros Universitarios de Universidad del Zulia y coordinador regional de la Mesa de la Unidad Democrática en el Estado Guárico y pertenece actualmente al partido Acción Democrática donde ejerce el cargo de Secretario General Seccional-Guarico(1992-1995)-(2020-Actualidad).  

## Biografía
A finales de 1998, Silveira anunció que buscaría un segundo mandato, en la cual resultó derrotado con el 79.410 de los votos estructurados en las Elecciones regionales de Venezuela de 1998, resultando ganador por mayoría de votos su contra encante Eduardo Manuitt con 81.189 de los votos.
Estudio en el Liceo José Gil Fortoul de Valle de la Pascua, siendo electo como Presidente de la Federación de Centros de Estudiantes del mismo en el año 1969, militando desde ese año en el Partido Acción Democrática incentivado por su padre quien fuese secretario sindical en el municipio. Fue Secretario Juvenil de AD(1969)en Infante igual que su hijo 4.º hijo Emilio Alejandro Silveira (2019). Egresó a la Universidad del Zulia para estudiar Medicina, en su 3.er año de Carrera fue elegido presidente del FCU de la Universidad contra las planchas de Copei Y Movimiento al Socialismo (Venezuela) en representación de su partido AD, un año después en la convención anual de Acción Democrática fue elegido para ser parte de la lista de Diputados del congreso de Venezuela con apenas 22 años de edad, fue elegido como parlamentario y retraso sus estudios Universitarios.  
A los 29 años se gradúa de Médico Cirujano y vuelve a su Estado Guárico a participar en las actividades políticas. En el año 1989 encabezó su plancha en las elecciones regionales internas de AD para elecciones a Diputado al congreso legislativo de Guárico, ganando tal plancha fue elegido para el periodo 1989-1993. Fue el jefe de campaña del candidato a gobernador Modesto Freites, estando Freites Preso por el caso RECADI, Silveira y la esposa de Freites fueron las principales figuras del Triunfo de este a la Gobernación. En el año 1991 compitió contra Antonio Ledezma a la secretaría general de AD en Guárico siendo Silveira electo como Secretario General del Partido Blanco en Guárico. Apoyo a Ledezma a ser candidato al Senado por Guárico. Ledezma luego compitió contra Silveira por la candidatura interna por la gobernación del estado en las primarias de AD, siendo de nuevo Silveria vencedor. 
Fue elegido gobernador en el periodo 1995-1998, aspiro la reelección 1998-2000 el cual atribuyen triunfo al candidato Manuitt pero Siendo oficialmente Silveira Ganador y reconocido por el Consejo Nacional Electoral (Venezuela). Aspiro en las Elecciones generales de Venezuela de 2000 la gobernación de Guárico esta vez si siendo derrotado por el candidato oficialista Eduardo Manuitt Carpio. Fue jefe de campaña en Guárico de la MUD en las elecciones del 6D 2015, fue designado secretario ejecutivo de la MUD 2016-2018. Actualmente participa en las actividades en contra del oficialismo.

## Vida personal
Actualmente vive en Valle de la Pascua estado Guárico. 
Tiene cuatro hijos:  
- Rafael Emilio Silveira Tovar, de profesión Ingeniero en Informática.
- Emilio Rafael Silveira Tovar, de profesión Ingeniero en Informática Desarrollador FreeLancer.  
- Isabel Cristina Silveira Tovar, de profesión Comunicadora Social.  
- Emilio Alejandro Silveira Arias, estudiante de Medicina. 